# Huilongba
Huilongba (kinesiska: 回龙坝) är en köping i sydvästra Kina. Den ligger i stadsdistriktet Shapingba i storstadsområdet Chongqing, omkring 25 kilometer nordväst om det centrala stadsdistriktet Yuzhong. Antalet invånare är 26 582. Befolkningen består av 13 459 kvinnor och 13 123 män. Barn under 15 år utgör 11,0 %, vuxna 15-64 år 76 %, och äldre över 65 år 12,0 %.